# کاداندره‌آ
کاداندره‌آ (به ایتالیایی: Ca' d'Andrea) یک کومونه در ایتالیا است که در استان کریمونا واقع شده‌است. کاداندره‌آ ۱۷٫۲ کیلومتر مربع مساحت و ۵۱۸ نفر جمعیت دارد.